# Bosnalijek
Bosnalijek є найбільшою фармацевтичною компанією в Боснії і Герцеговині. Організація була заснована в 1951 році і налічує близько 620 працівників. Продуктовий портфель складається з приблизно 180 продуктів. Компанія продовжує інвестиції в дослідження та розробку. Bosnalijek співпрацює з кількома компаніями галузі. 30 травня 2019 року, Bosnalijek підписав угоду про співпрацю з глобальною компанією en :Mylan, зареєстрованою в Нідерландах. Згідно з угодою, дві компанії будуть працювати над спільними проектами, перший з яких передбачає збут семи фармацевтичних продуктів, повідомляє Bosnalijek в заяві на початку тижня. Пізніше це партнерство буде розширено в різні сфери, насамперед ті, які дозволять доступ до нових молекул, терапевтичних областей і кращі ринкові позиції відповідно до останніх тенденцій фармакотерапії. 
Bosnalijek присутня в 22 країнах світу: всі сусідні країни Південно-Східної Європи, більшість східноєвропейських країн (включаючи Україну), Лівія, Сомалі, Ємен, країни Кавказу, тощо.
У 2005 році Міжнародна фінансова корпорація надала Bosnalijek 7,5 млн євро кредиту на будівництво виробничо-дистриб'юторського центру загальною вартістью 18,5 млн євро.